# Satz von Edelstein
Der Satz von Edelstein ist ein Lehrsatz des mathematischen Teilgebiets der Funktionalanalysis. Er geht auf eine Arbeit des Mathematikers Michael Edelstein aus dem Jahre 1962 zurück und behandelt eine Fixpunkteigenschaft gewisser nichtexpansiver Abbildungen. Der Satz ist verwandt mit dem banachschen Fixpunktsatz und dem Fixpunktsatz von Browder-Göhde-Kirk.

## Formulierung des Satzes
Der Satz von Edelstein lässt sich zusammengefasst darstellen wie folgt:
Sei {\displaystyle X} eine nichtleere Teilmenge eines {\displaystyle \mathbb {R} ^{n}\;(n\in \mathbb {N} )}  oder allgemein ein nichtleerer metrischer Raum, versehen mit einer Metrik {\displaystyle d} .
Weiter gegeben sei eine strikt nichtexpansive Abbildung {\displaystyle f\colon X\to X} und deren Bildmenge {\displaystyle \Omega =f(X)} sei kompakt in {\displaystyle X}.

Dann gilt: 
Es gibt genau einen Punkt {\displaystyle x^{*}\in X} mit {\displaystyle f(x^{*})=x^{*}} .
Dabei konvergiert für jeden Punkt {\displaystyle x_{0}\in X} die iterative Folge {\displaystyle (f^{n}(x_{0}))_{n=0,1,\dots ,\infty }} gegen diesen Fixpunkt {\displaystyle x^{*}} .